# الرزيقات

الرزيقات قبيلة عربية بدوية وهي فرع من فروع قبيلة البقارة من جهينة وهي من أكبر القبائل العربية المنتشرة في السودان وهي تنتشر بشكل أساسي في إقليم دارفور وكردفان وبعض المناطق شرق تشاد يدينون بالإسلام السني وهم عرب رحل يرتحلون حسب فصول السنة بين المناطق المختلفة وينقسمون إلى عدة بطون. ناظر القبيلة الحالي هو الشيخ سعيد ماديبو في مدينة الضعين بولاية جنوب دارفور.
في الآونة الأخيرة رفضت قبيلة الرزيقات الانضمام إلى التحالف الحكومي والجنجويد للقضاء على المتمردين ضد الحكومة السوادنية بقيادة الرئيس عمر البشير لانعدام التنمية في مناطقهم، بينما شارك آخرون في معارك متعلقة بأزمة دارفور منهم الشيخ موسى هلال من بطن المحاميد الذي تم توجيه بعض التهم له من قبل المنظمات الدولية.

## النسب
ينتسب الرزيقات إلى علي الرحال بن عطية بن جنيد، وهم ثلاثة أخوة لأبيهم أسماؤهم (زبله، زبيلة، رزيق)زبلة جاء بالزبلات ونظارتهم الآن بمنطقة كبكابية.
الابن الثاني زبيلة ومن ذريته جاء العريقات وهم سموا كذلك لأن ابن زبيله كان قد شارف على الموت من مرض ألمَّ به وانتظر الناس موته طويلاً فكانوا عندما يسألوا عن حاله يجيب أباه بأن العريق لسه بطق كناية عن عدم موته فتعافى من مرضه ذاك ولازمه اسم عريق، فأنجب العريقات وهم ينتشرون في كل نواحي دارفور وبعضا منهم في تشاد ولهم أربعة خشم بيت (فخذ) هم المناوية وأولاد قرو والدميصات والنصرية الذين ينتمي إليهم الشيخ حماد عبد الله جبريل شيخ العريقات والذي خلف أباه في الشياخة وموطنهم في مدينة كتم بولاية شمال دارفور وقرية مصري غرب مدينة كتم وللعريقات تاريخ طويل في منطقة دارفور وتشاد وهم في الأغلب الاعم رعاة إبل نظراً لتوطنهم في المناطق الشمالية من دارفور وهي ما تعرف بحزام السافنا الفقيرة ونطاق الصحراء وشبه الصحراء.
الابن الثالث وهو رزيق أنجب الرزيقات وهي قبيلة كبيرة تنتشر في كل أنحاء دارفور، لهم عدد من الأفخاذ وهم المحاميد الماهرية الشطية النوايبة وأولاد زيد وغيرهم.
التقسيم الإداري لقيبلة الرزيقات تنقسم إدارة الرزيقات إلى عدد من التقسيمات فنجد ناظر عموم الرزيقات مادبو في مدينة الضعين بولاية جنوب دارفور.